# Clerlande
Clerlande település Franciaországban, Puy-de-Dôme megyében. Lakosainak száma 631 fő (2022. január 1.). Clerlande Varennes-sur-Morge, Ennezat, Martres-sur-Morge, Pessat-Villeneuve és Riom községekkel határos.

## Népesség
A település népességének változása:
| Lakosok száma | 517  | 540  | 559  | 564  | 578  | 620  | 627  | 629  | 631  |
|               | 2013 | 2015 | 2016 | 2017 | 2018 | 2019 | 2020 | 2021 | 2022 |